# April Nowell
April Nowell (nascida em 1969) é uma arqueóloga paleolítica, professora de antropologia e ilustre Lansdowne Fellow na Universidade de Victoria, no Canadá. Sua equipe de pesquisa trabalha em projetos internacionais em áreas como Jordânia, Austrália, França e África do Sul.
As áreas de estudo de Nowell incluem modos de vida dos Neandertais; a arqueologia da infância; as origens da arte, uso de símbolos e linguagem; o desenvolvimento da cognição e do comportamento humano; e o desenvolvimento histórico das teorias arqueológicas. Seu livro Crescendo na Idade do Gelo (2021) ganhou o Prêmio do Livro da Associação Arqueológica Europeia de 2023.

## Primeiros anos e educação
Nowell cresceu em Montreal, na província de Quebec, no Canadá. Ela recebeu um bacharelado pela Universidade McGill e fez seu primeiro trabalho de campo em Old Montreal. Mais tarde, ela trabalhou em locais em Belize, no Ártico canadense, em Ontário, na França e na Espanha.
Nowell obteve seu doutorado pela Universidade da Pensilvânia. Sua dissertação publicada em 2000 foi intitulada "A arqueologia da mente: padronização e simetria na lítica e suas implicações para o estudo da evolução da mente humana" (em inglês: The archaeology of mind: Standardization and symmetry in lithics and their implications for the study of the evolution of the human mind).

## Carreira
Nowell é professora de antropologia e Distinguished Lansdowne Fellow na Universidade de Vitória, no Canadá. Nowell lidera uma equipe de pesquisa internacional e colabora em vários projetos em todo o mundo. Suas áreas de estudo incluem sítios do Paleolítico Inferior e Médio na Jordânia, arte rupestre na Austrália e França e contas de casca de ovo de avestruz na África do Sul.
Nowell desafiou as crenças aceitas sobre as obras de arte dos hominídeos, sugerindo que não apenas o Homo sapiens, mas também os neandertais e os denisovanos podem ter criado arte rupestre muito antes do que se acreditava anteriormente. Num estudo de 2011, Nowell e Genevieve von Petzinger desvendaram a cadeia de atribuições através das quais os especialistas em arte rupestre dataram as obras de arte em idades específicas. Eles descobriram que muito poucas obras de arte foram datadas de forma independente com base em evidências físicas usando técnicas como a datação por radiocarbono. Mais frequentemente, as estimativas de datas de uma obra de arte baseavam-se em outras, resultando em cadeias circulares de atribuição.

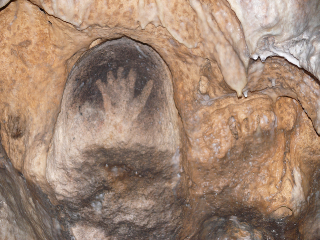
Mão negativa, Caverna de Gargas, na França

Nowell e von Petzinger também criaram um banco de dados de símbolos de mais de 200 paredes de cavernas na França e na Espanha, como Rouffignac, Chauvet e Lascaux. Os símbolos tendiam a ser ignorados perto das vibrantes pinturas de animais das cavernas. A documentação da sua localização, hora e relação com outras marcações levou à identificação de vinte e seis sinais específicos repetidos. Estes incluíam formas básicas como triângulos, quadrados, círculos completos, semicírculos, ângulos abertos, cruzes e pontos agrupados, e desenhos mais complexos de mãos negativas, caneluras de dedos, peniformes semelhantes a galhos e tectiformes semelhantes a cabanas. A datação sugere que alguns sinais apareceram originalmente como imagens truncadas de animais e eventualmente se tornaram representações simbólicas de conceitos. Surpreendentemente, os símbolos frequentemente apareciam em grupos específicos, que se repetiam em diferentes cavernas, como a combinação de uma mão negativa com caneluras de dedos. Nowell advertiu: "Isto não é a escrita como a conhecemos ou a linguagem como a entendemos. No entanto, nestas cavernas estamos observando o padrão dos símbolos" substancialmente anterior à primeira ocorrência da escrita em 25 mil anos.
Na Jordânia, a equipe de Nowell trabalhou na Bacia Azraq, uma área 100 quilômetros (62 mi) a leste de Amã, que já foi um oásis de zonas úmidas, mas agora é um deserto. Eles recuperaram 10 mil ferramentas de pedra bem preservadas do Pleistoceno Médio, algumas das quais examinaram em busca de vestígios de resíduos de proteínas usando imunoeletroforese cruzada (CIEP). Em 2016, identificaram 17 das ferramentas de pedra como tendo vestígios identificáveis de sangue: as mais antigas que foram encontradas. Eles mostraram que há pelo menos 250 mil anos, os primeiros humanos capturavam e comiam animais que iam desde patos até rinocerontes. A revista Time listou o trabalho com resíduos de sangue entre suas 100 principais descobertas.

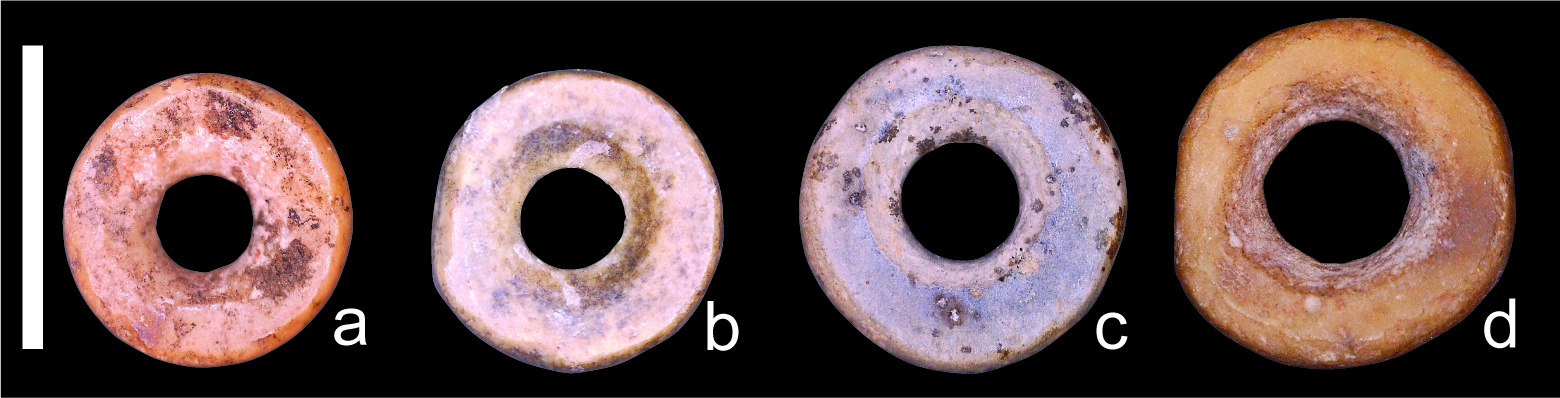
Exemplo ilustrativo de uma casca de ovo de avestruz encontrada em contextos arqueológicos na África

Na África do Sul, Nowell trabalhou com Benjamin Collins e outros no estudo de caso de uma casca de ovo de avestruz acabadas e de fragmentos de OES. O estudo dos fragmentos permitiu aos pesquisadores examinar os padrões de fabricação e comércio de contas entre grupos sociais ao longo do tempo. Em Grassridge Rockshelter, no Cabo Oriental, eles identificaram contas de casca de ovo de avestruz em todos os estágios de fabricação e contas de concha marinha. Como Grassridge tem pelo menos 200 quilômetros (120 mi) da costa, isto apoia a ideia de que existiam extensas redes sociais durante o Holoceno da África Austral.
Em seus exames de evidências arqueológicas e da cultura material visual, Nowell enfatiza a importância da interação social dentro das comunidades. Ela documentou a vida de crianças, que estiveram presentes ao lado de adultos em muitas atividades, como mostram evidências de cavernas paleolíticas na Europa. Os exames do registro arqueológico normalmente estudam adultos e não crianças. O trabalho de Nowell desafiou a invisibilidade das crianças no registo arqueológico paleolítico e preencheu uma lacuna significativa na antropologia física e comportamental.
O livro de Nowell , Growing Up in the Ice Age, foi descrito como "iluminador e envolvente" e "cuidadosamente escrito e impecavelmente pesquisado". O exame de Nowell sobre a infância do Plio-Pleistoceno recebeu o Prêmio do Livro da Associação Arqueológica Europeia de 2023. A Associação declarou: "Uma ênfase socialmente inclusiva em infâncias dinâmicas e diversas, nas quais as crianças são vistas como agentes sociais e económicos activos, é combinada com sucesso com uma perspectiva evolutiva mais ampla, mostrando como o cuidado infantil e a socialização afectaram a trajectória mais longa da vida humana. espécies."
Nowell aparece na série NOVA Ancient Earth (episódio 5) e no documentário da CBC Little Sapiens.

## Prêmios e honrarias
- 2023: Distinguished Lansdowne Fellow, University of Victoria,[2][22] "concedido a um pesquisador estabelecido em reconhecimento por contribuições notáveis e reconhecidas internacionalmente para estudos em sua área de especialização".[23]
- 2023: Prêmio Livro da Associação Arqueológica Europeia, por Growing Up in the Ice Age (2021)[5]

## Obras publicadas

### Livros
- Nowell, ed. (2022). In the Mind's Eye: Multidisciplinary Approaches to the Evolution of Human Cognition (em inglês). New York, Oxford: Berghahn Books. ISBN 978-1-78920-169-7. doi:10.1515/9781789201697
- Nowell; Davidson, Iain, eds. (2011). Stone tools and the evolution of the human cognition (em inglês) First pbk ed. Boulder, Colo: University Press of Colorado. ISBN 978-1607321354[24][25]
- Gonlin; Nowell, April, eds. (2017). Archaeology of the night: life after dark in the ancient world (em inglês). Boulder (Colo.): University Press of Colorado. ISBN 978-1607326779[26]
- Davidson; Nowell, April, eds. (2021). Making scenes: global perspectives on scenes in rock art (em inglês). New York: Berghahn Books. ISBN 9781789209204
- Nowell, April (2021). Growing up in the Ice Age: fossil and archaeological evidence of the lived lives of Plio-Pleistocene children (em inglês). Oxford (GB): Oxbow Books. ISBN 978-1789252941[27][17][21]
- Collins; Nowell, April, eds. (março de 2024). Culturing the Body: Past Perspectives on Identity and Sociality (em inglês). [S.l.]: Berghahn Books. ISBN 9781805394600

### Artigos científicos
- d'Errico, Francesco; Nowell, April (abril de 2000). «A New Look at the Berekhat Ram Figurine: Implications for the Origins of Symbolism». Cambridge Archaeological Journal (em inglês). 10 (1): 123–167. ISSN 1474-0540. doi:10.1017/S0959774300000056
- d'Errico, Francesco; Henshilwood, Christopher; Lawson, Graeme; Vanhaeren, Marian; Tillier, Anne-Marie; Soressi, Marie; Bresson, Frédérique; Maureille, Bruno; Nowell, April (2003). «Archaeological Evidence for the Emergence of Language, Symbolism, and Music—An Alternative Multidisciplinary Perspective». Journal of World Prehistory (em inglês). 17 (1): 1–70. ISSN 0892-7537. JSTOR 25801199. doi:10.1023/A:1023980201043
- Henry, Donald O.; Cordova, Carlos; White, J. Joel; Dean, Rebecca M.; Beaver, Joseph E.; Ekstrom, Heidi; Kadowaki, Seiji; McCorriston, Joy; Nowell, April (maio de 2003). «The Early Neolithic Site of Ayn Abū Nukhayla, Southern Jordan». Bulletin of the American Schools of Oriental Research (em inglês). 330 (330): 1–30. JSTOR 1357837. doi:10.2307/1357837
- Nowell, April (21 de outubro de 2010). «Defining Behavioral Modernity in the Context of Neandertal and Anatomically Modern Human Populations». Annual Review of Anthropology (em inglês). 39 (1): 437–452. ISSN 0084-6570. doi:10.1146/annurev.anthro.012809.105113
- Petzinger, Genevieve von; Nowell, April (dezembro de 2011). «A question of style: reconsidering the stylistic approach to dating Palaeolithic parietal art in France». Antiquity (em inglês). 85 (330): 1165–1183. ISSN 0003-598X. doi:10.1017/S0003598X00061986
- Abadía, Oscar Moro; Nowell, April (setembro de 2015). «Palaeolithic Personal Ornaments: Historical Development and Epistemological Challenges». Journal of Archaeological Method and Theory (em inglês). 22 (3): 952–979. doi:10.1007/s10816-014-9213-z
- Nowell, April (15 de outubro de 2015). «Learning to See and Seeing to Learn: Children, Communities of Practice and Pleistocene Visual Cultures». Cambridge Archaeological Journal (em inglês). 25 (4): 889–899. doi:10.1017/S0959774315000360
- Haidle, MN; Bolus, M; Collard, M; Conard, N; Garofoli, D; Lombard, M; Nowell, A; Tennie, C; Whiten, A (20 de julho de 2015). «The Nature of Culture: an eight-grade model for the evolution and expansion of cultural capacities in hominins and other animals.». Journal of Anthropological Sciences (em inglês). 93 (93): 43–70. PMID 26196109. doi:10.4436/JASS.93011
- Riede, F; Johannsen, NN; Högberg, A; Nowell, A; Lombard, M (janeiro de 2018). «The role of play objects and object play in human cognitive evolution and innovation.». Evolutionary Anthropology (em inglês). 27 (1): 46–59. PMC 5838546. PMID 29446561. doi:10.1002/evan.21555
- Collins, Benjamin; Wojcieszak, Marine; Nowell, April; Hodgskiss, Tammy; Ames, Christopher J. H. (agosto de 2020). «Beads and bead residues as windows to past behaviours and taphonomy: a case study from Grassridge Rockshelter, Eastern Cape, South Africa». Archaeological and Anthropological Sciences (em inglês). 12 (8): 192. Bibcode:2020ArAnS..12..192C. doi:10.1007/s12520-020-01164-5
- Nowell, April; Van Gelder, Leslie (1 de setembro de 2020). «Entanglements: the Role of Finger Flutings in the Study of the Lived Lives of Upper Paleolithic Peoples». Journal of Archaeological Method and Theory (em inglês). 27 (3): 585–606. ISSN 1573-7764. doi:10.1007/s10816-020-09468-5
- Craig, Caitlin; Collins, Benjamin; Nowell, April; Ames, Christopher J. H. (janeiro de 2023). «Abrasive wear in heat-treated ostrich eggshell beads: implications for the archaeological record». Archaeological and Anthropological Sciences (em inglês). 15 (1): 4. Bibcode:2023ArAnS..15....4C. doi:10.1007/s12520-022-01703-2
- Nowell, April (23 de outubro de 2023). «Rethinking Neandertals». Annual Review of Anthropology (em inglês). 52 (1): 151–170. ISSN 0084-6570. doi:10.1146/annurev-anthro-052621-024752